# Divoš (Ernestinovo)
Pour les articles homonymes, voir Divoš.
Divoš est un village de la municipalité d'Ernestinovo (comitat d'Osijek-Baranja) en Croatie. Au recensement de 2011, le village comptait 63 habitants.